# 帕利科羅維
49°54′44″N 25°20′15″E / 49.91222°N 25.33750°E
帕利科羅維（羅馬化：Palykorovy）是烏克蘭西部的村莊，隸屬利維夫州的佐洛奇夫區。該村始建於1501年，面積1.54平方公里，海拔高度349米，2001年該村落人口449。